# كاتلا (مسلسل)
كاتلا هو مسلسل دراما غموض آيسلندي من تأليف بالتاسار كورماكور،تم عرض الموسم الأول على نتفليكس في 17 يونيو 2021.